# Tiffin (Ohio)
Tiffin ist eine City im Seneca County im US-Bundesstaat Ohio. Das U.S. Census Bureau ermittelte bei der Volkszählung 2020 eine Einwohnerzahl von 17.953.
Die Stadt ist Sitz der County-Verwaltung und war einst ein Zentrum der Glas- und Porzellanindustrie.

## Geographie
Die geographischen Koordinaten von Tiffin sind 41°7′1″N, 83°10′44″W (41,116834, −83,179003). Die Stadt hat eine Fläche von 17,2 Quadratkilometern, wovon 16,8 Quadratkilometer Landfläche sind. Der meiste Teil der Wasserfläche entfällt auf den Sandusky River, der durch das Stadtzentrum fließt.

## Demografische Daten
Nach der Volkszählung im Jahr 2000 lebten in Tiffin 18.135 Menschen. Davon wohnten 1201 Personen in Sammelunterkünften, die anderen Einwohner lebten in 7330 Haushalten und 4471 Familien. Die Bevölkerungsdichte betrug 1079 Einwohner pro Quadratkilometer. Ethnisch betrachtet setzte sich die Bevölkerung zusammen aus 96,26 Prozent Weißen, 1,46 Prozent Afroamerikanern, 0,17 Prozent amerikanischen Ureinwohnern, 0,51 Prozent Asiaten, 0,02 Prozent Bewohnern aus dem pazifischen Inselraum und 0,59 Prozent aus anderen ethnischen Gruppen; 1,00 Prozent stammten von zwei oder mehr Rassen ab. 2,10 Prozent der Bevölkerung waren spanischer oder lateinamerikanischer Abstammung.
Von den 7330 Haushalten hatten 28,4 Prozent Kinder und Jugendliche unter 18 Jahre, die bei ihnen lebten. 46,2 Prozent waren verheiratete, zusammenlebende Paare, 11,1 Prozent waren allein erziehende Mütter, 39,0 Prozent waren keine Familien, 32,6 Prozent waren Singlehaushalte und in 14,0 Prozent lebten Menschen im Alter von 65 Jahren oder darüber. Die Durchschnittshaushaltsgröße betrug 2,31 und die durchschnittliche Familiengröße lag bei 2,92 Personen.
Die Bevölkerung setzte sich zusammen aus 22,3 Prozent Einwohnern unter 18 Jahren, 15,1 Prozent zwischen 18 und 24 Jahren, 25,9 Prozent zwischen 25 und 44 Jahren, 20,9 Prozent zwischen 45 und 64 Jahren und 15,8 Prozent waren 65 Jahre alt oder darüber. Das Durchschnittsalter betrug 36 Jahre. Auf 100 weibliche Personen kamen 95,7 männliche Personen. Auf 100 Frauen im Alter von 18 Jahren oder darüber kamen statistisch 92,6 Männer.
Das jährliche Durchschnittseinkommen eines Haushalts betrug 33.261 USD, das Durchschnittseinkommen der Familien betrug 41.329 USD. Männer hatten ein Durchschnittseinkommen von 31.207 USD, Frauen 22.259 USD. Das Prokopfeinkommen betrug 16.580 USD. 5,7 Prozent der Familien und 11,1 Prozent der Bevölkerung lebten unterhalb der Armutsgrenze. Darunter waren 9,4 Prozent der Kinder und Jugendlichen unter 18 Jahren und 8,9 Prozent der Senioren ab 65 Jahren.

## Geschichte

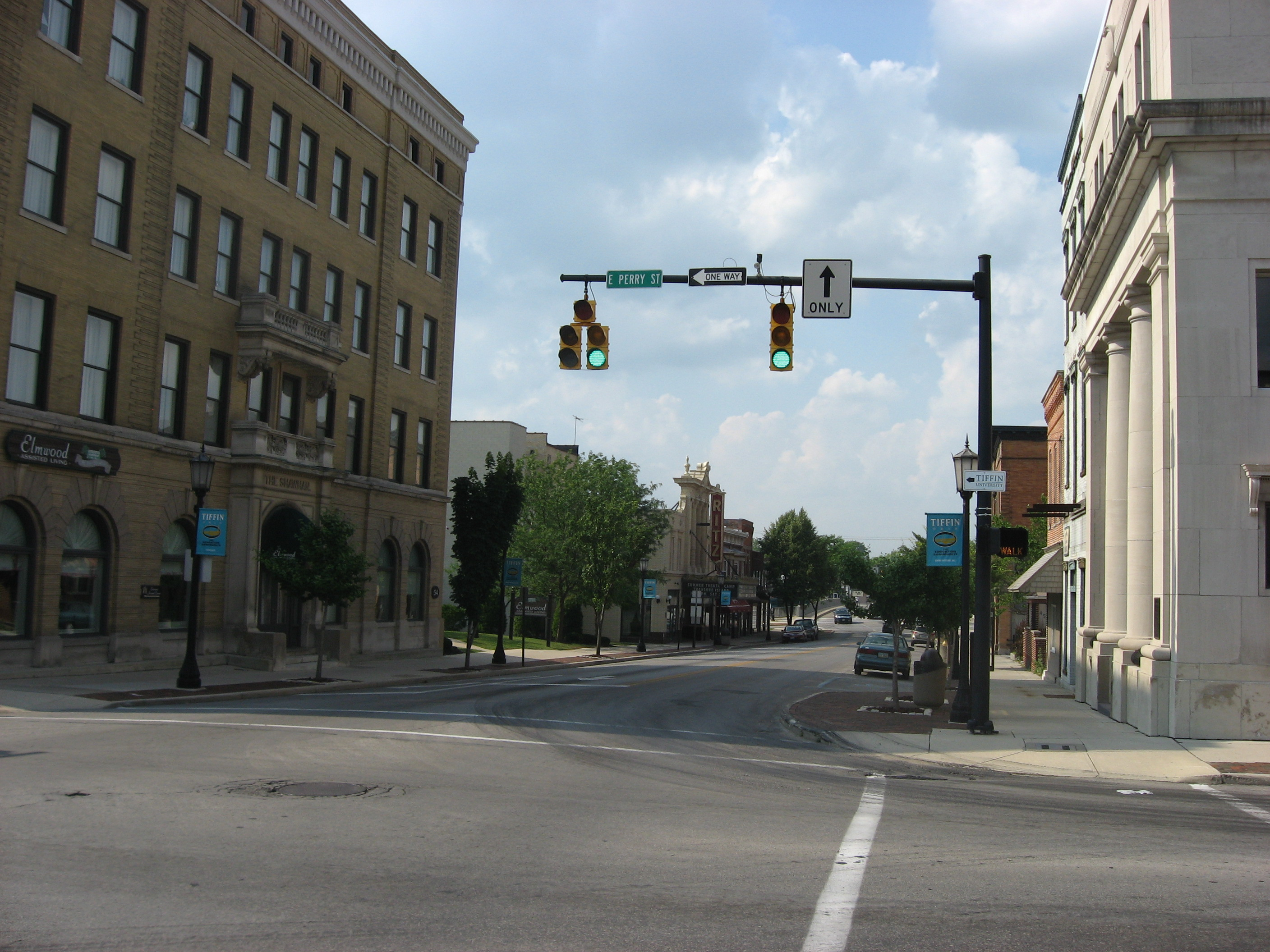
Downtown Tiffin. Teile der historischen Bebauung stehen als Kulturdenkmal im National Register of Historic Places.

Die Stadt ist nach Edward Tiffin benannt, dem ersten Gouverneur von Ohio. Die St. Paul’s United Methodist Church in Tiffin war die erste Kirche der Welt, die Edisons Glühbirne zur Beleuchtung verwendet hat. Es ist auch das erste öffentliche Gebäude in den Vereinigten Staaten, in dem elektrische Leitungen verlegt wurden. Viele Generationen von Deutschamerikanern haben in Tiffin gelebt.

## Bildung
In der Stadt befindet sich die Heidelberg University und die Tiffin University.
Die Schulen im Ort stehen unter der Aufsicht von Tiffin City Schools, darunter auch die High School Columbian High School. Seit 1940 gibt es in den Grund- und Mittelschulen Religionsunterricht.
Darüber hinaus gibt es in Tiffin die Charter School Bridges Community Academy und die römisch-katholische Calvert High School.

## Bekannte Personen aus Tiffin (Ohio)
- John Quinn (1870–1924), Kunstmäzen und Sammler
- Rodger Young (1918–1943) erhielt die Medal of Honor
- Sue Wilkins Myrick (* 1941), Mitglied des Repräsentantenhauses (für North Carolina), geboren in Tiffin und Absolventin des Heidelberg College.
- John R. Goodin (1836–1885), Mitglied des Repräsentantenhauses (für Kansas), geboren in Tiffin
- George E. Seney (1832–1905), Mitglied des Repräsentantenhauses (für Ohio), lebte in Tiffin
- Paul Gillmor (1939–2007), Mitglied des Repräsentantenhauses, geboren in Tiffin
- Dave Zoller (1941–2020), Jazzpianist